# Rhinella roqueana
Rhinella roqueana är en groddjursart som först beskrevs av Melin 1941.  Rhinella roqueana ingår i släktet Rhinella och familjen paddor. IUCN kategoriserar arten globalt som livskraftig. Inga underarter finns listade i Catalogue of Life.